# Niala
Niala is een gemeente (commune) in de regio Ségou in Mali. De gemeente telt 10.300 inwoners (2009).
De gemeente bestaat uit de volgende plaatsen:
- Dla
- Konzambougou
- N'Golokouna
- Niala
- Nietia
- Tia